# Giżyce (województwo wielkopolskie)
Giżyce – wieś w Polsce położona w województwie wielkopolskim, w powiecie ostrzeszowskim, w gminie Grabów nad Prosną.
W latach 1975–1998 miejscowość administracyjnie należała do województwa kaliskiego.
Do 1959 roku w powiecie kaliskim.
Przez Giżyce biegnie droga wojewódzka nr 449.

## Części wsi
| SIMC    | Nazwa    | Rodzaj    |
| ------- | -------- | --------- |
| 0198769 | Akacyjki | część wsi |
| 0198775 | Jeziorki | część wsi |
| 0198781 | Wirginy  | część wsi |

## Zabytki
Do wojewódzkiego rejestru zabytków wpisany jest:
- zespół kościoła parafialnego pw. Przemienienia Pańskiego z końca XIX w.
  - kościół z 1887 roku
  - dzwonnica
  - cmentarz kościelny
  - murowane ogrodzenie
- drewniany dwór z lat ok. 1760-1775

## Ludzie związani z Giżycami
W Giżycach urodził się Piotr Danielak – polski piłkarz, prawy pomocnik.